# Rohani
Rohani – wieś w Rumunii, w okręgu Bihor, w gminie Căpâlna. W 2011 roku liczyła 144 mieszkańców.